# Швабские кондотьеры

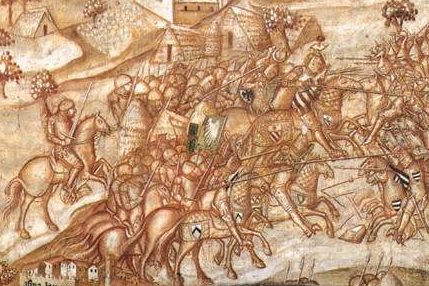
Гуго фон Мельхинген в битве при Валь-ди-Кьяна.

Помимо наемников из Франции, Венгрии и Англии, в Италии в XIV веке появились и швабские кондотьеры. Число немецких наемников за это время можно исчислять тысячами. Из-за географической близости, а также из-за того, что низшее дворянство в этом регионе, в частности, не имело феодальных обязательств перед Священной Римской империей, в Италию прибывало большое их количество.
После экспедиции короля Генриха VII в Италию в 1313 году многие немецкие дворяне из его армии остались в Италии и нанялись в качестве наемников. Тем не менее, как видно из списков наемников города Пизы, существуют четкие периоды появления подобных наемников в Италии: 1316, 1322, 1328 годах и между 1344 и 1363 годами.
Низшая знать, вернувшаяся из Италии, рассматривается как возможное объяснение увеличения количества аристократических обществ, особенно на юго-западе Германии в 1360-х годах.

## Известные представители

### Вернер фон Урслинген
Одним из самых известных лидеров немецких наемников был герцог Вернер фон Урслинген (Ирслинген близ Ротвайля). Сыграли ли семейные традиции роль в его приезде в Италию — предок привез с собой титул герцога из Италии — остается только предполагать. С 1337 года он находился преимущественно в Италии. В качестве кондотьера Magna Societas (Великой компании немцев) он сражался за Венецию, за Джованни Висконти в Милане, в 1347 году с королем Венгрии Людовиком I против Джованны I Неаполитанской и вскоре после этого с поменяв стороны конфликта. Около 1350 года у него было 1150 всадников, получавших жалованье от папы римского Климента VI, и он получал зарплату в размере 1 тыс. гульденов в месяц. Это была самая высокая зарплата, когда-либо выплачивавшаяся командиру немецкой кавалерии в Италии. В 1351 году он снова жил в южной Германии.
Вернер фон Урслинген был образцом для подражания для целой сети отцов и сыновей, братьев, сестер и друзей, которые вместе путешествовали из Швабии в Италию. Отряды от 16 до 40 всадников часто собирались в Швабии, которые затем объединялись в Италии в более крупные компании. Они были набраны из низшего дворянства, граждан таких городов, как Ульм, Констанц, Нюрнберг и Страсбург, а также из деревень их лидеров.

### Конрад фон Ландау
Конрад фон Ландау, возможно, состоял в Magna Societas с 1338 года, но точно с 1349 года Фридрих фон Вартенберг был в компании Урслингена в 1350 году. В 1357 году к нему присоединился его брат Освальд. Освальд был женат на Кларе, одной из сестер Конрада фон Ландау. На заработанные в Италии деньги графы Ландау смогли в 1356 году выкупить свой родовой замок, который они продали в 1323 году. Конрад фон Ландау умер на службе у Висконти в начале 1363 года.
Графы Рудольф и Герман фон Зульц присоединились к компании в 1357 году Рудольф вернулся домой в 1360 году, оспорил решение надворного суда в Ротвайле. В 1372 году он приобрел Туттлинген у своего бывшего соратника Освальда фон Вартенберга.
К кругу знакомых принадлежат также братья Бертольд, Генрих и Иоганн фон Лупфен. Генрих и Бертольд сражались в составе большой роты в 1351 и 1364 годах, Иоганн между 1351 и 1363 годами служил городу Перуджа.
Граф Буркхард фон Гогенберг также был родом из этих мест. Был в компании с 1354 года, был убит 25 июля 1358 года во время набега близ Валь-ди-Ламоне.

### Гуго фон Мельхинген
Гуго фон Мельхинген (итальянское прозвище — Ugo dell’ Ala (Гуго с крылом, отсылка к его гербу)). Командовал кавалерией Компаньи дель Фьоре военного капитана Франческо Орсини. В его окружение входили Конрад фон Бурладинген и братья Бенц и Ганс фон Зальмендинген, братья Конрад и Вернер Шенк фон Штауффенберг и Ансельм фон Хёльнштейн также принадлежали компании.